# Цицан Станковић
Цицан Станковић (Бијељина, 4. новембар 1992) аустријски је професионални фудбалер српског порекла. Висок је 186 центиметра и игра на позицији голмана. Тренутно наступа за грчки АЕК.
Цицан Станковић је у својој досадашњој професионалној каријери играо за клубове: Хорн, Гредиг и Ред бул Салцбург.

## Каријера
Цицан Станковић је рођен 4. новембра 1992. године у Бијељини (данас Република Српска, Босна и Херцеговина). Са пет година преселио се у Аустрију. Још као јуниор бранио је за неколико мањих клубова који су били из Аустрије.

### Професионална каријера
Од 2010. до 2013. године био је у Хорну, потом две сезоне у Гредигу из кога је стигао у редове петоструког узастопног шампиона Аустрије Ред бул Салцбург. Станковић, у почетној фази свог ангажмана у Ред бул Салцбургу, код тренера Петера Цајлдера и Оскара Гарсије, није био у првом плану, а све се променило доласком Марка Розеа, који је од 2017. године у клубу. ФК Ред бул Салцбург је у сезони 2018/19. остварио свих шест победа од тога четири у првенству и две у квалификацијама за Лигу шампиона, а Цицан је примио само један гол.
Наступао је за младу репрезентацију Аустрије а током 2018. године позван је да наступа за А селекцију Аустрије.
Навијач је Црвене звезде.

## Успеси, награде и признања
Са фудбалским клубом Ред бул Салцбург освојио је шампионске титуле у аустријском националном првенству за сезоне 2015/16. и 2016/17. као и национални куп за сезону 2015/16.